# 绍伯尔山口瓦尔德
绍伯尔山口瓦尔德是奥地利施蒂利亚州莱奥本县的一个市镇。总面积90.45平方公里，总人口654人，人口密度7.2人/平方公里（2005年）。